# Samuel Costa (político)
Samuel Nestor Madruga Costa (Paraty, 18 de novembro de 1882 - 1931) foi um advogado e político brasileiro.
Foi por duas vezes presidente da Câmara de Vereadores de Paraty, na época em que o cargo também representava a chefia do poder executivo. Em 1921, elegeu-se primeiro prefeito da cidade. Foi responsável pela construção do jardim público na Praça da Matriz, pela instalação de iluminação elétrica nas ruas e pela construção de uma ponte de madeira sobre o Rio Perequê-Açu.